# Asociación Mutual de Barmen y Afines de la República Argentina

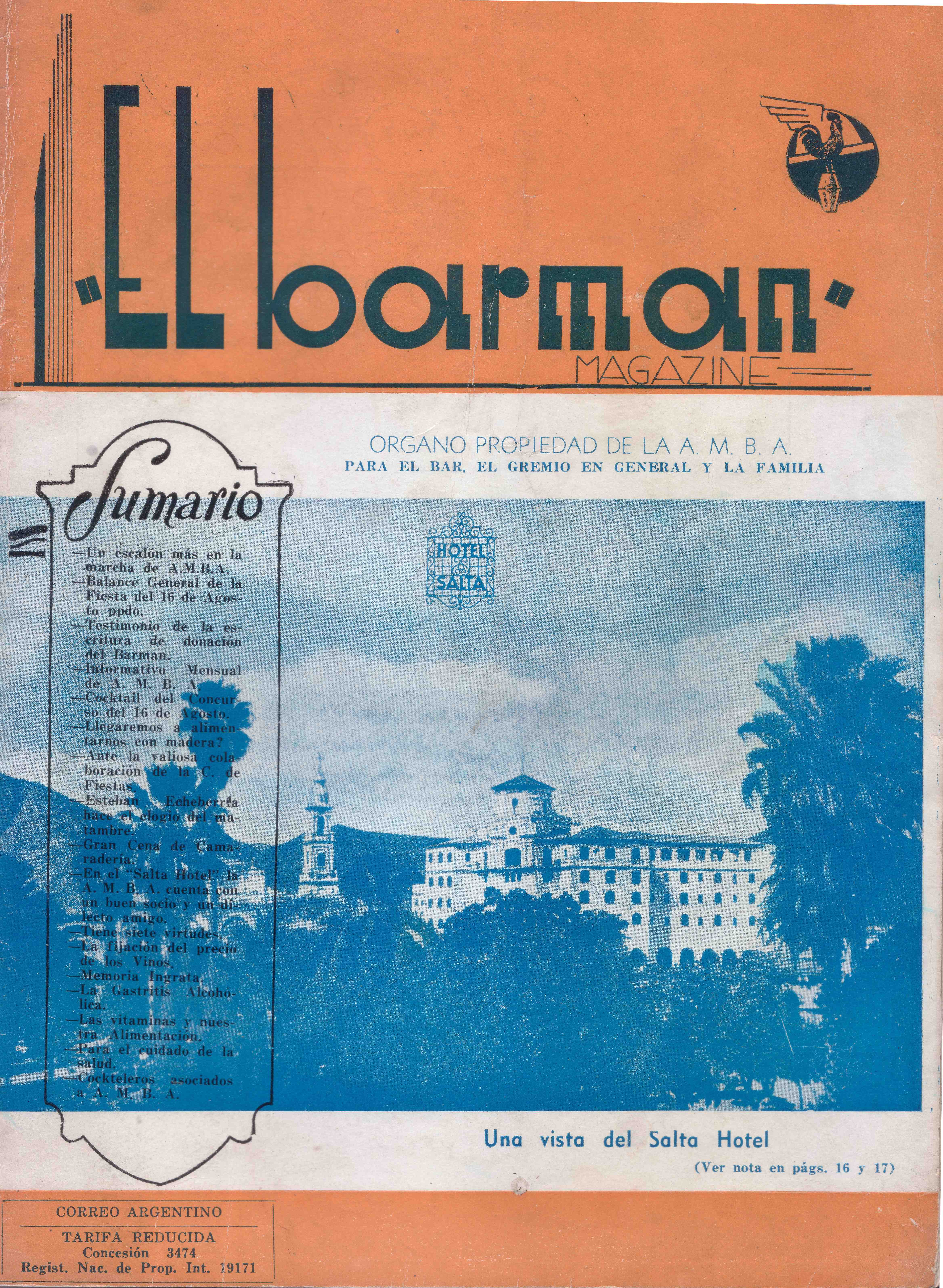
Portada revista el barman n87 1943

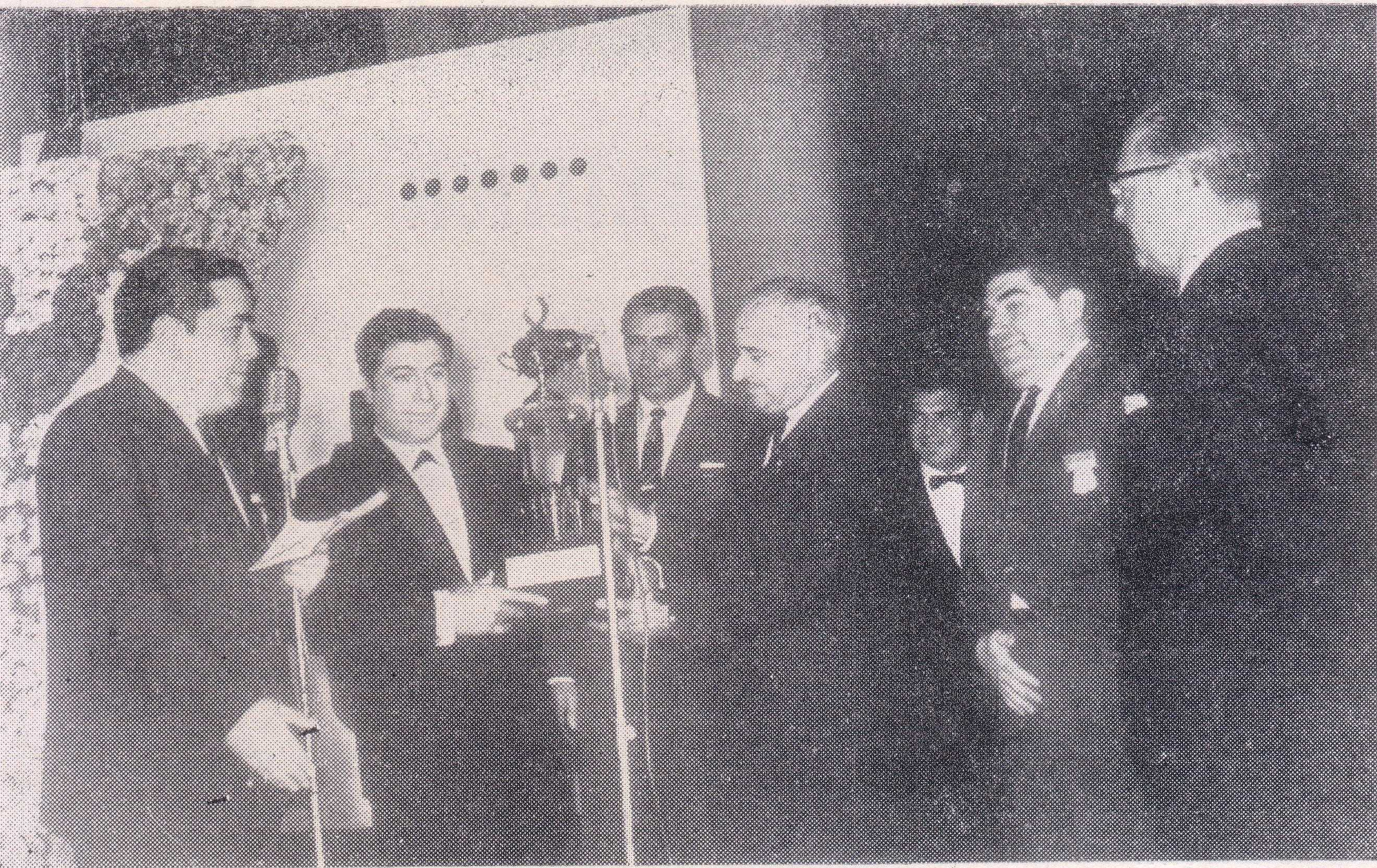
Raúl Echenique recibiendo el trofeo campeón International Cocktail Competition 1965

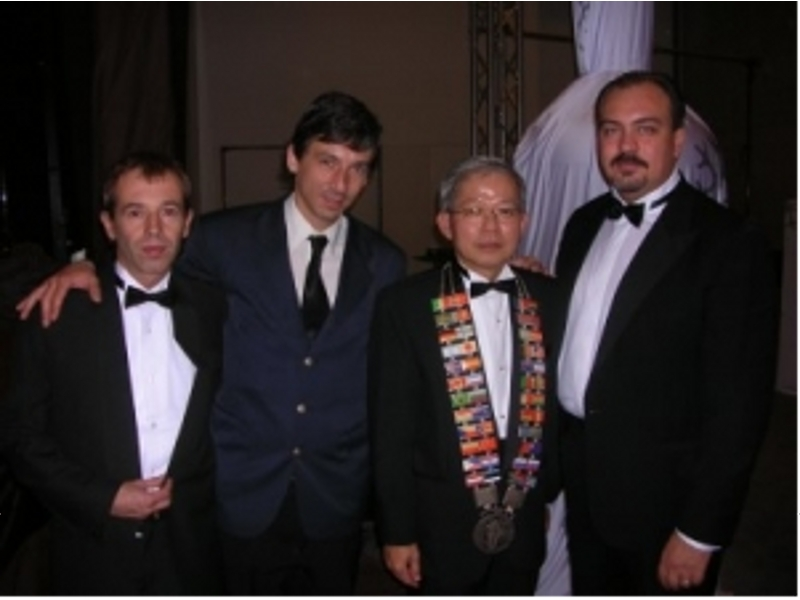
Izq. der. Claudio Gambetta participante clásico, Diego Mato Presidente, Derrick Lee Presidente IBA, Jorge Soratti Delegado

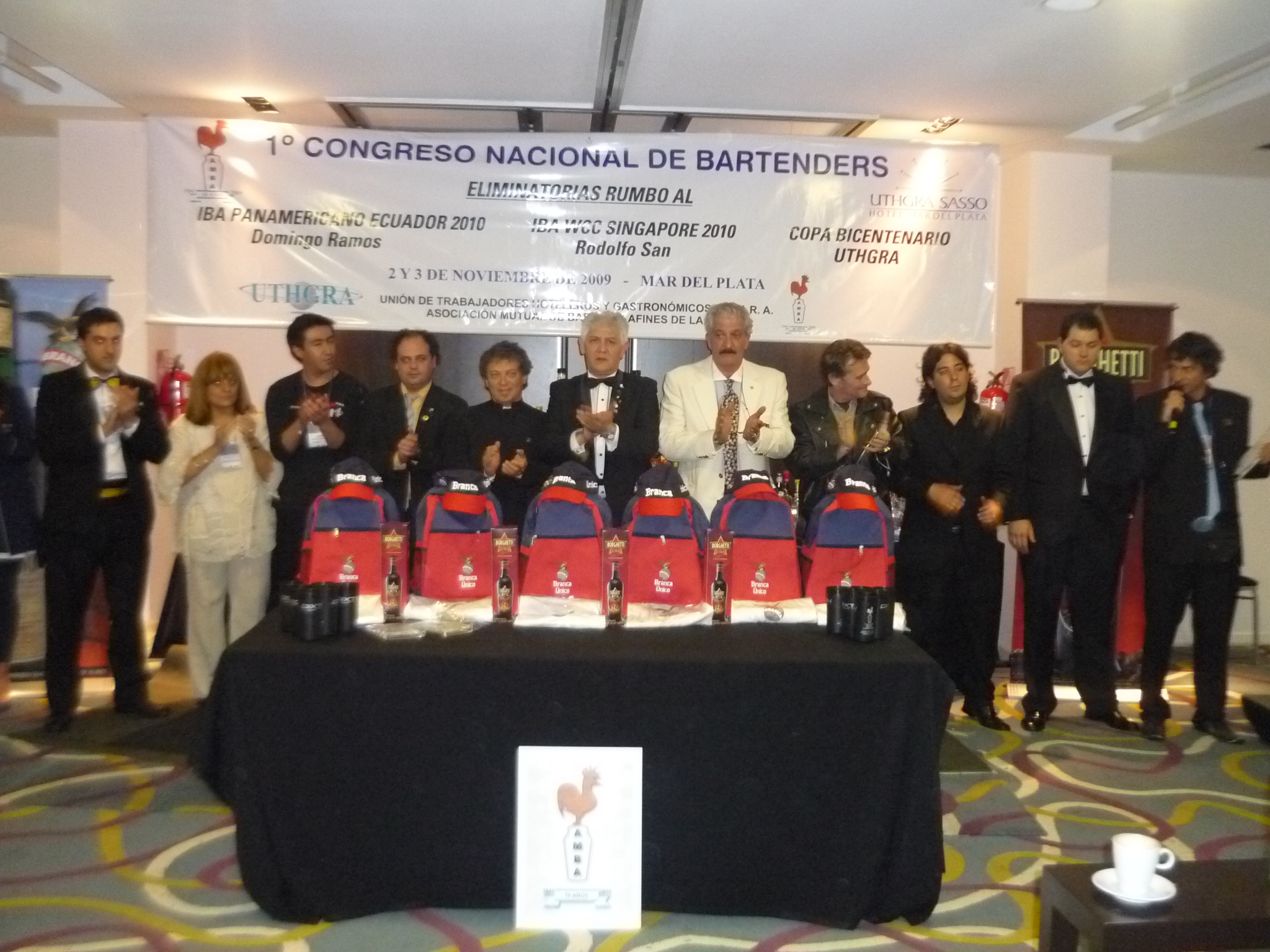
Parte de la Comisión Directiva AMBA Primer Congreso Nacional de bartenders Mar del Plata 2009
(Izq. A der. Gastón Gattás, Susana Bellantuano, Gustavo Salem, Fabio Más, Sergio Rodríguez, Migue Ángel González, Ricardo Marinoni, Ariel Lombán, Gastón Otero Rey, Gastón De Gennaro y Diego Mato) Hotel UTHGRA SASSO

La Asociación Mutual de Barmen y Afines de la República Argentina (también conocida como AMBA de Argentina) es una asociación de bartenders de Argentina, fundada el 15 de abril de 1941 en la ciudad de Buenos Aires. 
También se declara el 15 de abril como el día del barman.
Según sus estatutos:

(...) tiene la finalidad de ayuda mutua entre sus componentes en forma y reglamentación que establezca el Estatuto.
Entre sus objetivos se encuentran el establecer y propiciar las condiciones para que los bartenders argentinos alcancen la excelencia profesional de oficio; fomentar el estudio y la capacitación, amén del trabajo y el esfuerzo, como único camino para alcanzar dicha meta. Pregonar y difundir valores tales como la honestidad, la humildad, la solidaridad, y la responsabilidad entre otros.
Posibilitar el desarrollo de programas culturales, intensificando el espíritu de asociación, estableciendo vínculos entre sus asociados y todos aquellos que contribuyan moral y económicamente al sustento y progreso de la Institución.

Es la representante en Argentina de la International Bartenders Association.